# فران مارمولجو
فران مارمولجو (انگلیسی: Fran Marmolejo؛ زادهٔ ۱۹ ژانویهٔ ۱۹۸۸) بازیکن فوتبال اهل اسپانیا است.